# 朱昌酒
朱昌酒是貴州省贵阳市朱昌镇出产的一种以当地糯红高粱为主要原料的大曲兼香型白酒。
朱昌酿酒历史悠久，但多为自酿自饮，只是附带贩售。1951年初，曾于茅台三个前身之一的赖茅作坊打工过的石头村乡民段少舟召集黄纯金、黄宗志、黄树云、黄贵奇、杨志荣、张少舟、陈少先等21位各自掌握着自家祖传酿酒技艺农民，成立酒厂，以茅台酿酒工艺为基础，汲取各家之长酿造酱香型白酒，产品最初有两种：低端的包谷酒和高端的高粱酒。大跃进后中国经济瘫痪，酒厂无法取得酿酒原料，被迫改酿红薯酒、洋芋酒、橡子酒、苜蓿酒，后虽恢复生产粮食酒，但产品因文革动乱和体制问题一直供不应求。
改革开放后中国人民生活水平提升，低端包谷酒因市场大降而停产，高端高粱酒因产品改良加入了36味中药，变成兼香型，为朱昌酒的唯一品种。朱昌酒于1970年代初至1980年代末多次获奖和广受欢迎，酒厂也曾扩建至三个分厂，但1990年代末中国白酒业崩盘，加之为了保护贵阳饮用水源，酒厂倒闭停产。停产22年后，朱昌酒在2018年被恢复，除原药香型(兼香型)外，并开发出了酱香型和果香型，次年上市销售。